# Студена (област Перник)
Вижте пояснителната страница за други значения на Студена.
Студена е село в Западна България. То се намира в община Перник, област Перник.

## География
Село Студена се намира в планински район на 25 км от София и на 15 км от Перник. Разположено е в надлъжна долина (запад – изток), заградена от южните предхълмия на Витоша и от източните на Голо бърдо. В този смисъл то е щедро надарено със защита от студените и от засушаващите ветрове (фьон), със снегозадържане и водоизточници, с пасища и горски пояси, с богата флора и фауна.
Особено благодатна роля играе с притоците си р. Струма. Тя извира под Черни връх и в игра с варовиците и времето е оставила из пътя старите си корита, внезапно „чезнене“ и „потъване“ на водите в земните недра, дълбаене на пещери, каквато е например „Духлата“ край с. Боснек (най-дългата пещера в България), „Живата вода“ край Чуйпетлово, понора край Крапец и др. чудесии, свързани с легенди и предания, подхранващи дори старогръцката митология.
Флората край Студена е изключителна. Резерватът „Острица“ в Голо бърдо има над 700 вида висши растения – удивителната екосистема, определена от географската ширина и дължина, атмосферно налягане, влага, слънце и почвен състав.
Великолепни условия за ловен туризъм и отдих предоставя ловно стопанство „Витошко“, където функционира и държавната дивечовъдна станция „Витошко-Студена“ с развъдник за планинска пъстърва.

## История
Над селото се намира некропол от втори век с 28 гроба и старо селище.
През Средновековието според някои изследователи е имало 13 църкви в района („Св. Георги“ и др.)  и заради тях през XV и XVI век са наричали местността Малка Света гора. От крепостта войводата Кракра Пернишки задържа 100 дни византийците там, преди да превземат София. Оттам идва и името Сто дена, което впоследствие става Студена. Тук е било третото училище в България и дори перничани до 1901 г., преди да започнат да развиват миньорството, са идвали да учат в Студена.

## Религия
Източно православие.
- Църква „Св. Архангел Михаил“. Обявена е за паметник на културата от национално значение.[6] Изграждането ѝ е започнато през 1837 година и е завършено през 1846 година. Храмът е осветен от гръцкия владика Матей Самоковски. Проектът е бил с външни кубета, но турският окръжен управител забранил това, „за да не дразнят иноверците“. Църквата е уникална с 3 вътрешни купола. Първоначално стените на започнатата църква са падали, тъй като мястото на изграждането ѝ е мочурливо. Тогава майстори от Брезник, но работили във Венеция, предлагат, за да бъдат по-здрави основите и да се избегне пълзящата влага, да бъдат побити дъбови колове (т. нар. пилоти), които имат трайност над 400 години, и така построяват храма.[7][8][9]

Църквата е изографисана през 1869 година от учителя в местното училище Константин Антикарев, родом от Самоков, търсен като зограф и в околните селища. Царските двери са изработени от Янкул, който е син на поп Стойко, посечен от Сакъли бей. Сред стенописите се откроява образът на света Петка Българска. Отвън по вратата и по стените има вградени каменни плочи с християнски символи. На пода има поставена каменна плоча с двуглав орел и надпис 1880 година.
При земетресението на 22 май 2012 г. храмът „Св. Архангел Михаил“ е сериозно повреден. Реконструкцията му е забавена с години поради несъобразен със спецификите му типов проект. През 2020 г. щетите са поправени.
- Студенечки манастир „Св. пророк Илия“.[10][11]
- Средновековна църква „Св. Георги“, разположена край селото на един от хребетите на Голо бърдо.[3][4]

## Културни и природни забележителности
- Язовир „Студена“. Той е основен водоизточник за гр. Перник и региона. Поради това е забранен за посещения и риболов откъм вододайната зона – с. Студена.

## Редовни събития
- Събор на Спасовден
- Курбан на Архангеловден, патронния празник на църквата „Св. Архангел Михаил“. Отслужва се Света литургия, раздава се курбан за здраве, млади и стари с цветя и обредни хлябове почитат архангел Михаил. Смята се, че ако на този ден времето е ясно и падне слана, зимата ще е добра.[8][7]

## Известни хора починали в село Студена
Кирил Ботев (20.4.1856 – 6.2.1944), генерал-лейтенант, брат на Христо Ботев.За да се предпази от бомбардировките на София, генерал-лейтенант Кирил Ботев отива да живее в с. Студена, Пернишко, където умира на 6 февруари 1944 г.

## Други
Нос Студена на остров Анвер в Антарктика е наименуван в чест на село Студена.